# 감례인
감례인는 대한민국의 배우이고 본관은 회산 감씨이자 건국대학교 건축공학과를 졸업하였다.

## 학력
- 건국대학교 건축대학 건축공학과 (수석졸업)

## 드라마
- 2022년 SBS 《사내 맞선》
- 2017년 MBN 《철수씨와 02》
- 2017년 tvN 《부암동 복수자들》
- 2017년 tvN 《이번 생은 처음이라》
- 2017년 MBC 《20세기 소년소녀》 - 안소니의 팬 역
- 2017년 KBS 《마녀의 법정》
- 2017년 SBS 《다시 만난 세계》
- 2017년 MBC 《돌아온 복단지》
- 2017년 tvN 《그녀는 거짓말을 너무 사랑해》
- 2017년 KBS 《아버지가 이상해》
- 2017년 MBC 《행복을 주는 사람》
- 2017년 MBC 《캐리어를 끄는 여자》
- 2017년 SBS 《우리 갑순이》
- 2017년 MBC 《W》
- 2017년 SBS 《사랑이 오네요》

## 영화
- 2021년 구원 - 연주 모 역
- 201년 돌아온다 - 복부인 비서 역